# Pace di Magonza
La pace imperiale di Magonza (in tedesco Mainz Reichslandfrieden) fu emanata in occasione del Reichstag di Magonza il 15 agosto 1235 dall'imperatore Federico II e fu annoverata tra le leggi fondamentali del Sacro Romano Impero con rango "costituzionale" fino alla sua fine. Fu il primo documento imperiale che fu formulato non solo in latino ma anche in medio alto tedesco.

## Contesto

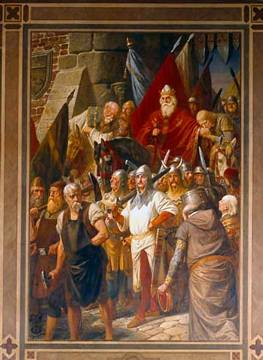
Enrico IV di Franconia annuncia il Landfrieden a Magonza. Murale della sala imperiale di Goslar (1880)

Dall'XI secolo, il movimento per il Landfrieden lottò per la continuazione della pace di Dio. Il primo Landfriede imperiale fu emanato da Enrico IV di Franconia nel 1103 per quattro anni. dopo aver già proclamato la pace di Dio nella diocesi di Magonza nel 1085. Tutti i Landfrieden erano limitate a un certo numero di anni. Nel 1152, Federico I Barbarossa proclamò il grande Landfrieden imperiale, che venne estesa all'intero impero. Già nel 1186 si stabilì che una faida doveva essere formalmente dichiarata da una lettera di faida (Fehdebrief) e non poteva essere iniziata prima di tre giorni dalla dichiarazione. Sotto il Barbarossa, il diritto romano, elevato a "diritto imperiale", iniziò a svolgere un ruolo maggiore nella politica imperiale. Sotto Federico II ci fu poi un uso intensivo del diritto codificato: per esempio, nel 1231 furono emanate le costituzioni di Melfi, valide solo per il regno di Sicilia, che resero possibile anche il procedimento inquisitorio, in un mondo in cui l'azione accusatoria era il più usato per l'inizio di un processo. In questo periodo, inoltre, il Sachsenspiegel in lingua tedesca venne redatto come collezione privata.

## Contenuti
Poiché la pace di Magonza era un atto costituzionale senza limiti di tempo, essa rappresenta il coronamento della politica imperiale del Landfrieden nell'Alto Medioevo. Allo stesso tempo, però, la politica delle regalie di Federico II raggiunse il suo culmine nella pace di Magonza, poiché in linea di principio tutti i diritti principeschi erano qui rappresentati come semplici regalie emesse e derivanti dall'imperatore.
La pace di Magonza comprende 29 articoli e contiene - oltre alle disposizioni di diritto penale - regolamenti su tribunali, monete, dogane e trasporto, sul diritto di scorta e fortificazione, sul baliato della chiesa e sull'ufficio del giudice di corte. Soprattutto, però, venne severamente limitato il diritto alla faida, che fu del tutto abolito 260 anni dopo nella pace perpetua del 1495. Come cavaliere, principe o anche città, era ancora considerato legittimo intraprendere una faida se si sentiva che i propri diritti erano stati violati.
La pace di Magonza non abolì questo diritto, ma subordinò la legge della faida a determinate regole procedurali. Ancora una volta proteggeva coloro che all'epoca non erano "adatti a portare le armi", come le donne, i contadini, gli ebrei, il clero, i mercanti, ecc, così come le chiese e i cimiteri. Le violazioni di queste aree di protezione dovevano portare a sanzioni.
Inoltre, prima che una faida potesse iniziare, doveva prima essere sottoposta ad un tribunale e doveva essere raggiunta una sentenza legalmente vincolante e solo se ciò non avesse avuto successo era consentito l'inizio di una faida. Così, i procedimenti giudiziari regolamentati sostituirono il Faustrecht, almeno inizialmente.
L'idea di base è stabilita nell'art. 5, frase 1 del Landfrieden: “La legge e il tribunale sono creati affinché nessuno diventi vendicatore della propria ingiustizia; perché dove manca l'autorità della legge, prevalgono l'arbitrarietà e la crudeltà".
La pace di Magonza istituzionalizzò anche una magistratura. L'ufficio di giudice di corte permanente fu istituito presso la corte reale, che in seguito operò come corte della Camera Reale e fu infine sostituita dal tribunale della Camera Imperiale nel 1495.
La protezione della pace pubblica – ovvero il mantenimento della sicurezza interna e la messa al bando della violenza organizzata non statale per far valere i propri diritti – è ancora oggi un caposaldo del sistema legale attuale in Germania. In Germania, la violazione della pace è punita dalla sezione 125 del codice penale (StGB).